# نخل الخشب
نخل الخشب أو نخل الخشب المتحجر (الاسم العلمي: Palmoxylon)، جنس منقرض من النخيل سمي بهذا الاسم نسبة إلى الخشب المتحجر الموجود في جميع أنحاء العالم. اسم جنس Palmoxylon مشتق من الكلمة اللاتينية palm التي تعني شجرة النخلة، والكلمة اليونانية xylo التي تعني الخشب. في الواقع، لا تُنتج هذه النخيل الخشب؛ مع أنها تُنتج سيقانًا ليفية تشبه الخشب.

## السجل الأحفوري
يُعرف هذا الجنس في السجل الأحفوري من العصر الطباشيري المتأخر إلى العصر الميوسيني (من حوالي 84.9 إلى 11.6 مليون سنة مضت). عُثر على أحافير لأنواع داخل هذا الجنس في ألمانيا، وإيطاليا (سردينيا)، والولايات المتحدة، ومصر، وليبيا، والأرجنتين (تكوينات بورورو وسلامانكا). وصف العديد من الأنواع من مصاطب الدكن في الهند.